# Guy Elmour
Guy Elmour (ur. ?, zm. 5 czerwca 2012) – nowokaledoński trener piłkarski.

## Kariera trenerska
Od 1971 do 1973 prowadził narodową reprezentację Nowej Kaledonii. Od 1977 roku pracował ponad 25 lat jako Prezes Federacji Piłki Nożnej Nowej Kaledonii.